# 12850 Axelmunthe
12850 Axelmunthe este un asteroid din centura principală de asteroizi.

## Descriere
12850 Axelmunthe este un asteroid din centura principală de asteroizi. A fost descoperit pe 6 februarie 1998 la Observatorul La Silla de Eric Walter Elst. Asteroidul prezintă o orbită caracterizată de o semiaxă mare de 2,26 ua, o excentricitate de 0,21 și o înclinație de 4,2° în raport cu ecliptica.